# Life After Death
Life After Death је други и посљедњи студијски албум америчког репера The Notorious B.I.G, познатог и као Биги, објављен 25. марта 1997. године. Издавачи албума били су Бед Бој Рекордс (енгл. Bad Boy Records) и Ариста Рекордс (енгл. Arista Records). Албум је издат двије седмице након ауторове смрти. Сматра се једним од најбољих и најуспјешнијих хип-хоп албума у историји. Креиран као дупли албум, представља наставак на Бигијев први албум Ready to Die из 1994.

## Позадина
Биги је стекао значајну популарност издавањем свог дебитантског албума. Заузео је мјесто у активном надметању између репера са источне и западне обале САД. Његов други албум је првобитно требало да буде објављен на Ноћ вјештица 1996, али се то није догодило због техничких проблема и саобраћајне несреће коју је Биги доживио мјесец дана раније. Он је у фебруару 1997. отпутовао на западну обалу, како би промовисао нови албум. Није дочекао његово званично објављивање, јер је убијен 9. марта 1997. у Лос Анђелесу. Албум је објављен двије седмице касније.